# Discocyrtulus
Genre
Discocyrtulus est un genre d'opilions laniatores de la famille des Gonyleptidae.

## Distribution
Les espèces de ce genre sont endémiques du Brésil. Elles se rencontrent dans les États de Rio de Janeiro et du Ceará.

## Liste des espèces
Selon World Catalogue of Opiliones (31/08/2021) :
- Discocyrtulus bresslaui Roewer, 1927
- Discocyrtulus marginalis Roewer, 1929

## Publication originale
- Roewer, 1927 : « Brasilianische Opilioniden, gesammelt von Herrn Prof. Bresslau in Jahre 1914. » Abhandlungen der Senckenbergischen Naturforschenden Gesellschaft, vol. 40, no 3, p. 333-352.